# Amtsgericht Adelnau
Das Amtsgericht Adelnau war ein preußisches Amtsgericht mit Sitz in Adelnau (Provinz Posen).

## Geschichte
Das königlich preußische Amtsgericht Adelnau wurde mit Wirkung zum 1. Oktober 1879 als eines von acht Amtsgerichten im Bezirk des Landgerichtes Ostrowo im Bezirk des Oberlandesgerichtes Posen gebildet. Der Sitz des Gerichtes war Adelnau. Sein Gerichtsbezirk umfasste aus dem Kreis Adelnau die Stadtbezirke Adelnau und Sulmirschütz, den Polizeidistrikt Adelnau und aus dem Polizeidistrikt Ludwikow die Gemeindebezirke Dembnica, Klein-Gorzyce, Ludwikow (I Kaly), Riynek, Rabyszyce, Groß-Tarchaly und Klein-Tarchaly. Am Gericht bestanden 1880 zwei Richterstellen. Das Amtsgericht war damit ein kleines Amtsgericht im Landgerichtsbezirk. Der Amtsgerichtsbezirk kam aufgrund des Versailler Vertrages 1919 zu Polen, und das Amtsgericht stellte seine Arbeit ein. An seine Stelle trat das polnische Sąd Powiatowy w Odolanowie. Im Jahre 1939 wurde Polen deutsch besetzt. Im Rahmen der Neuorganisation der Gerichte in Ostdeutschland und im ehemaligen Polen wurden das Amtsgericht Adelnau neu gebildet und erneut dem Landgericht Ostrowo zugeordnet.
Im Jahre 1945 wurde der Amtsgerichtsbezirk unter polnische Verwaltung gestellt, und die deutschen Einwohner wurden vertrieben. Damit endete auch die Geschichte des Amtsgerichtes Adelnau.